# BV 2700
Der Typ BV 2700 ist eine Baureihe von Containermotorschiffen des Bremer Vulkan. Gebaut wurden Schiffe dieses Typs außer bei der Vulkanwerft in Bremen noch bei den Thyssen Nordseewerken in Emden und der Howaldtswerke-Deutsche Werft in Kiel.

## Einzelheiten
Der Schiffstyp BV 2700 wurde zunächst in einer knapp 200 Meter langen Basisversion entworfen, die schon bei der Konstruktion für eine Verlängerung vorgesehen war. Von der Basisvariante wurden aber erst ab 1996/97 zwei Einheiten, die Hansa Century und die Hansa Constitution gebaut. Alle anderen Baueinheiten wurden ab Werft in der verlängerten Variante abgeliefert. Die Basisvariante des BV 2700 hat sechs, die verlängerte Version sieben Laderäume. Alle Schiffe sind für den Transport gefährlicher Ladung eingerichtet. Die lange Variante besitzt eine Containerstellplatzkapazität von maximal 2680 TEU, von denen 1406 Container in 11 Containerreihen nebeneinander im Laderaum und 1274 Container in 13 Containerreihen nebeneinander an Deck gestaut werden können. Aufgrund der vergleichsweise hohen Tragfähigkeit von rund 45.700 Tonnen können bei einer homogenen Beladung mit Containern mit jeweils 14 Tonnen Gewicht 2466, oder 92 Prozent der vorhandenen Stellplätze genutzt werden. Die großen Stabilitätsreserven erlauben beim weiterentwickelten Typ BV 3000 die Beladung mit einer höheren Anzahl an Deckscontainern, was zu einer Gesamtcontainerkapazität von 3017 TEU führt. Auch die beiden kürzeren Bauten kommen auf diese Weise auf 2810 TEU. Es stehen anfangs 150, auf späteren Bauten 330 Anschlüsse für Kühlcontainer zur Verfügung.
Bemerkenswerterweise wurde das Deckshaus der kurzen Einheiten um zwei 40-Fuß-Containerbays nach vorne versetzt angeordnet, während es hingegen bei den längeren Schiffen ganz achtern steht.
Der Schiffsantrieb besteht aus einem vom Bremer Vulkan in Sulzer-Lizenz gefertigter Dieselmotor vom Typ 6 RTA 72 mit einer Leistung von 16.440 kW, bei den beiden kurzen Schiffen aus einem Bremer Vulkan-Sulzer 6 RTA 84 C mit 24.300 kW. Die Motoren sind auf den Betrieb mit Schweröl ausgelegt.

## Die Schiffe
| Typ-BV-2700-Schiffe | Typ-BV-2700-Schiffe | Typ-BV-2700-Schiffe               | Typ-BV-2700-Schiffe                                  | Typ-BV-2700-Schiffe           | Typ-BV-2700-Schiffe |
| Bauname             | IMO-Nummer          | Bauwerft/ Baunummer               | Kiellegung Stapellauf Ablieferung                    | Auftraggeber                  | Umbenennungen und Verbleib |
| ------------------- | ------------------- | --------------------------------- | ---------------------------------------------------- | ----------------------------- | --- |
| DSR Baltic          | 9008548             | Bremer Vulkan/ 1095               | - 20. Februar 1992                                   | Deutsche Seereederei, Rostock | 1996 Palermo Senator → 2003 Palermo, 2011 MSC Palermo, verschrottet                                                                      |
| DSR Europe          | 9008550             | Bremer Vulkan/ 1096               | - 17. Juli 1992                                      | Deutsche Seereederei, Rostock | Patmos Senator → Patmos → Zim Alabama → Atmos → Patmos II → CSL Patmos → Da Xin Hua Yan Tai → Tian Sheng → Teng → 2017 Abbruch in Gadani |
| DSR Atlantic        | 9008615             | Thyssen Nordseewerke/ 499         | - 21. August 1992                                    | Deutsche Seereederei, Rostock | Shanghai Senator → MSC Basel → Xin Hu → Yin Hu Zhou, 2015 abgewrackt                                                                     |
| DSR Pacific         | 9008562             | Howaldtswerke-Deutsche Werft/ 279 | - 9. Oktober 1992                                    | Deutsche Seereederei, Rostock | Pacific → Zim Texas → Cific → CSL Pacific → Da Xin Hua Huang Pu → Pacific → Da Xin Hua Huang Pu → Daxinhua Huangpu → 2012 Totalverlust   |
| DSR America         | 9008603             | Thyssen Nordseewerke/ 500         | 19. Dezember 1991 18. September 1992 5. Februar 1993 | Deutsche Seereederei, Rostock | America Senator → MSC America → MSC America III                                                                                          |
| DSR Asia            | 9008574             | Howaldtswerke-Deutsche Werft/ 280 | 27. Januar 1992 19. Mai 1993 5. August 1993          | Deutsche Seereederei, Rostock | Choyang Elite → Japan Senator → MSC Tasmania                                                                                             |
| Hansa Century       | 9124512             | Bremer Vulkan/ 1110               | - 30. Mai 1997                                       | Hansa Shipping, Hamburg       | Ibn Duraid → Zim Pusan I → Hansa Century → Zim Pusan I → Hansa Century → Kota Perdana → Hansa Century → MSC Carla 3                      |
| Hansa Constitution  | 9124524             | Bremer Vulkan/ 1111               | - 16. August 1997                                    | Hansa Shipping, Hamburg       | Ibn Al Akfani → Hansa Constitution → MSC Florida → Hansa Constitution → Norasia Alps → Hansa Constitution → 2016 Abbruch in Chittagong   |